# 卡斯巴湖
60°17′00″N 102°00′22″W / 60.28333°N 102.00611°W
卡斯巴湖是加拿大的湖泊，位於該國北部，由努納武特負責管轄，長70公里、寬40公里，面積1,317平方公里，是該地區第四大湖泊，島嶼面積24平方公里，海拔高度336米。